# Порядок хімічного зв'язку
Порядок хімічного зв'язку
- 1. Теоретичний індекс ступеня зв'язування двох атомів у порівнянні до нормального одинарного зв'язку, тобто зв'язку, утвореного однією електронною парою. Це число, яке характеризує кратність зв'язку; для кон'югованих подвійних зв'язків число дробове, що лежить між 1 i 2.
- 2. У теорії молекулярних орбіталей — сума добутків коефіцієнтів при атомних орбіталях атомів, що утворюють зв'язок, по всіх зайнятих молекулярних орбіталях молекули (за Коулсоном).

У методі валентних схем — різниця між числом електронних пар на зв'язуючих і антизв'язуючих молекулярних орбіталях, що дорівнює чистому числу електронних пар, які задіяні на зв'язуючих молекулярних орбіталях.
У структурах Льюїса — число електронних пар, успільнених двома атомами при утворенні зв'язку.